# Karen Hantze
Karen Hantze (née le 11 décembre 1942 à San Diego, Californie) est une joueuse de tennis américaine des années 1960 et 1970. Elle est aussi connue sous son nom de femme mariée, Karen Hantze-Susman.
Elle a notamment remporté Wimbledon en simple dames en 1962.